# 艾克河 (明尼苏达州)
艾克河（英語：Elk River）是一個位於美國明尼蘇達州舍本縣的都市。根據2010年美國人口普查，該地共人口22,974人，而該地的面積約為113.49平方千米。同時該地也是舍本縣的縣治。

## 地理
艾克河的座標為45°19′02″N 93°34′52″W / 45.31722°N 93.58111°W，而該地的平均海拔高度為273米（即896英尺）。